# Tratado de Petrópolis
El Tratado de Petrópolis es un tratado de paz firmado entre Bolivia y Brasil el 17 de noviembre de 1903 en la ciudad brasileña de Petrópolis, por el cual Bolivia cedió una superficie aproximada de 191.000 km², que corresponden en su mayor parte con el actual estado del Acre, al Brasil, ya en 1867 por el Tratado de Ayacucho Bolivia había cedido otros 164.242 km² de la región del Acre que fueron anexados por Brasil a la entonces provincia y actual estado de Amazonas.
Entre los principales motivos de la entrega del territorio están la Fiebre del caucho, sucedida a finales del siglo XIX y principios del siglo XX, y la sublevación de los habitantes de la región, que en su mayor parte eran brasileños.

## El tratado

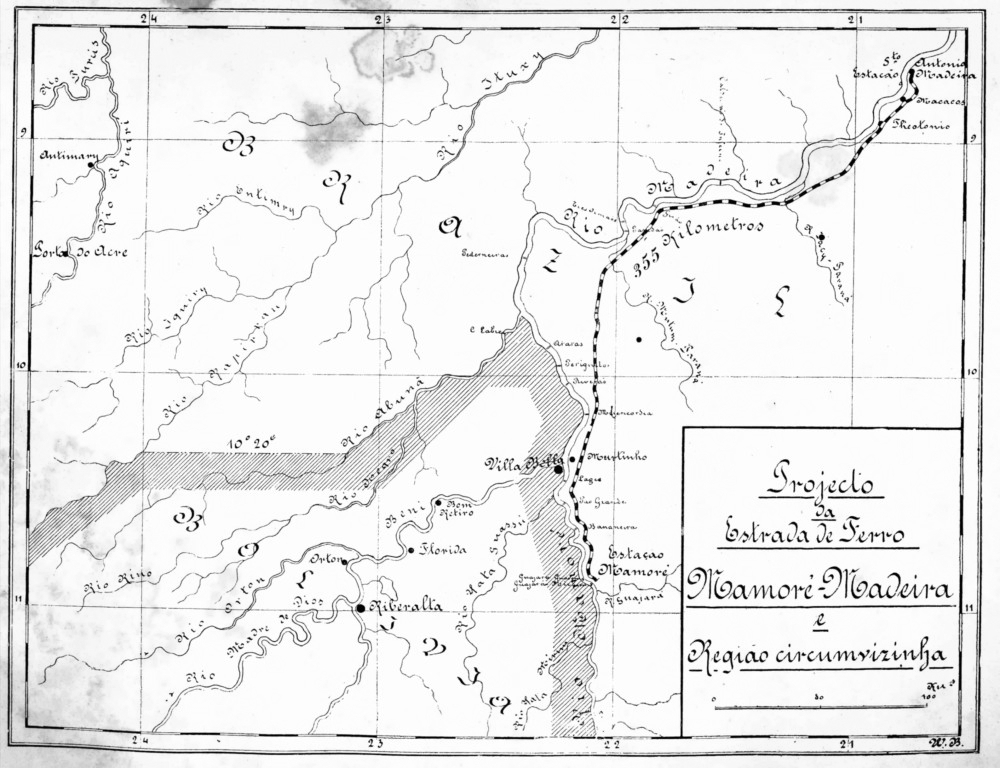
Mapa del ferrocarril Madeira-Mamoré.

Por el tratado, Brasil se comprometía a los siguientes términos:
- Conceder pequeños territorios próximos al Acre y a la cuenca del río Paraguay, que suman 3000 km² ( en lo concreto Brasil dejaba de reclamar estos territorios que hasta entonces eran reclamados por ambos países).
- Construir un ferrocarril desde el puerto de San Antonio, en el río Madera, hasta Guayaramerin, en el Mamoré, con un ramal que, pasando por Villa Murtinho u otro punto próximo (Estado de Mato Grosso) llegue a Villa Bella (Bolivia), en la confluencia del Beni con el Mamoré.
- Permitir a Bolivia utilizar los ríos brasileños para el transporte de mercaderías hasta el Atlántico.
- Permitir a Bolivia construir aduanas en las ciudades brasileñas de Corumbá, Belém y Manaus, así como en otras ciudades brasileñas fronterizas.
- Pagar al gobierno boliviano la cifra de £ 2.000.000,00, lo que equivaldría hoy día a US$ 387.891.835,45

Brasil cumplió con todas las obligaciones del tratado. El ferrocarril fue finalizado en 1912, a pesar de no haber conseguido alcanzar la ciudad de Riberalta debido a las condiciones del terreno, y costó al Brasil US$ 33 millones y 3.600 vidas de trabajadores brasileños. Llamado Estrada de Ferro Madeira-Mamoré, el ferrocarril funcionó hasta 1972, cuando fue desactivado por no ser más interesante económicamente para ninguno de los países — casi dos años después de terminado el Madeira-Mamoré, en 1914, Bolivia construyó un ferrocarril en colaboración con Chile, para llevar su producción al Pacífico. Durante el período de 1912 a 1972, se llegó a transportar una cantidad considerable de mercadería tanto brasileña cuanto boliviana por el ferrocarril Madeira-Mamoré.